# Coleophora unigenella
Coleophora unigenella là một loài bướm đêm thuộc họ Coleophoridae. Nó được tìm thấy ở Fennoscandia, miền bắc Nga và Anpơ.
Ấu trùng ăn Dryas octopetala. 